# Stylopathes
Stylopathes is een geslacht van neteldieren uit de klasse van de Anthozoa (bloemdieren).

## Soorten
- Stylopathes adinocrada Opresko, 2006
- Stylopathes americana (Duchassaing & Michelotti, 1860)
- Stylopathes columnaris (Duchassaing, 1870)
- Stylopathes litocrada Opresko, 2006
- Stylopathes tenuispina (Silberfeld, 1909)